# Assam
Assam (অসম) este un stat federal din nord-estul Indiei, situat la sud de Himalaya de Est în văile râurilor Brahmaputra și Barak. Suprafața statului este de 78.438 km2. Statul se învecinează la nord cu Bhutan și Arunachal Pradesh, cu Nagaland și Manipur la est, cu Meghalaya, Tripura, Mizoram și Bangladesh la sud și cu Bengalul de Vest la vest prin intermediul Coridorului Siliguri, o fâșie lată de 22 km care leagă statul de restul Indiei. 

## Geografie
Se disting patru tipuri de relief. La nord, lângă granița cu Tibetul, se ridică Munții Himalaya, până la altitudini de aproape 6000 m. La sud, se întinde câmpia din valea Brahmaputrei, pe o lungime de 680 km. Inundată  adeseori în perioada musonilor, ea este delimitată la sud de Podișul Shilong și de prelungirile munților care se ridică în partea vestică a statului Myanmar. Pe o suprafață relativ redusă,  se învecinează munți înalți, văi fluviale și zone colinare.

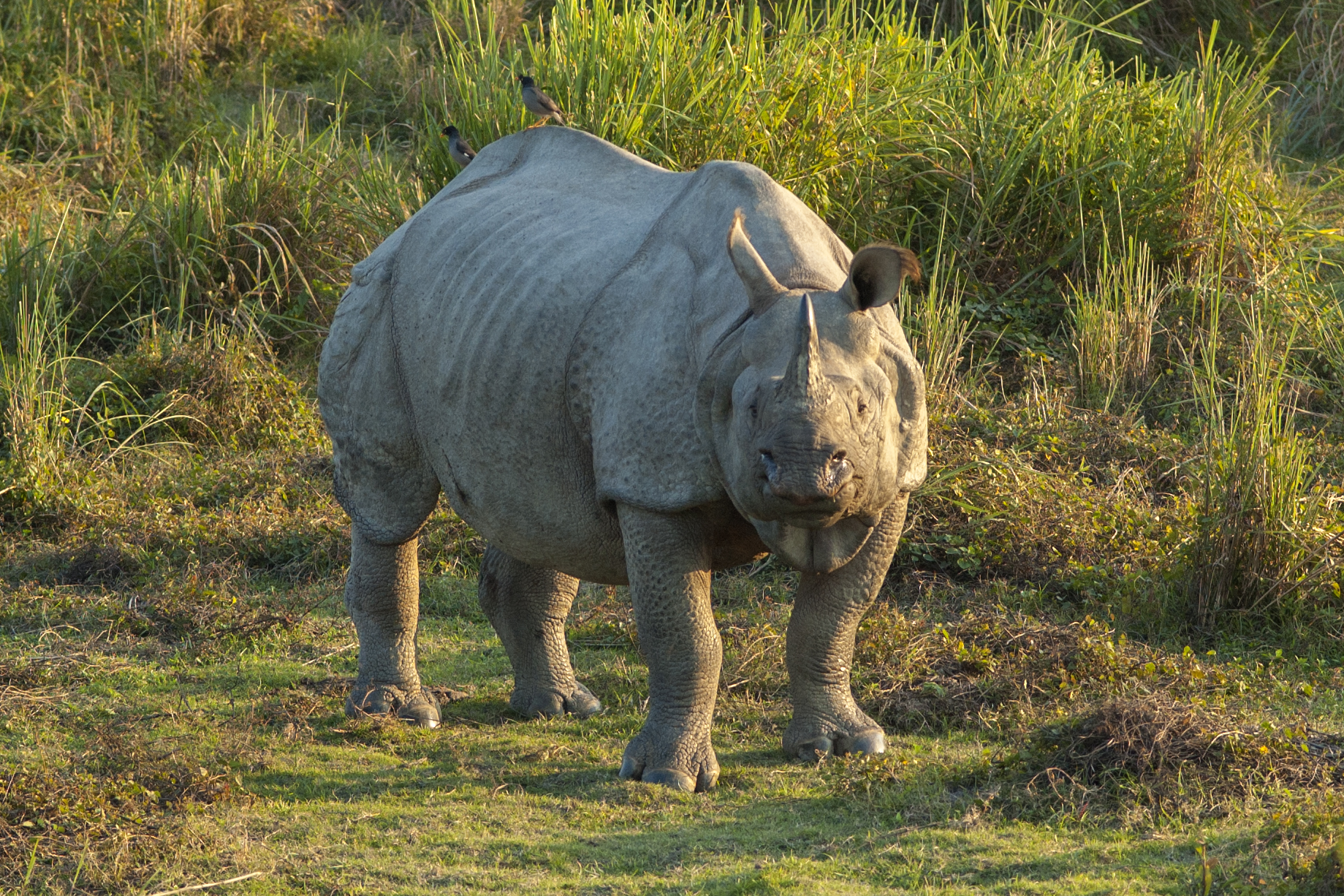
Rinocer în Parcul Național Kaziranga (2006)

Assam este cunoscut pentru ceaiul și mătasea sa. Acest stat este locul unde s-a forat pentru prima dată pentru petrol pe continentul asiatic. Assam adăpostește rinocerul indian cu un singur corn, precum și bivolul sălbatic, porcul pitic, tigrul și diferite specii de păsări asiatice, și asigură unul dintre ultimele habitate în sălbăticie ale elefantului asiatic. O sursă de venit pentru economia asameză este turismul în Parcul Național Kaziranga și Parcul Național Manas, care sunt locuri din Patrimoniul Mondial UNESCO. Parcul Național Dibru-Saikhowa este renumit pentru caii sălbăticiți care viețuiesc acolo. Pădurile de Shorea robusta cresc în acest stat, care datorită precipitațiilor abundente este verde în tot timpul anului.

## Demografie
Conform recensământului din 2011, 61,47% erau hinduiști și 34,22% erau musulmani. Minoritățile creștine formează 3,7%.
Limba asameză, vorbită de 46,81%, este oficială în acest stat. Limba bengaleză este vorbită de 28,15% din populație.